# Agent Carter
Marvel's Agent Carter, či zkráceně Agent Carter, je americký televizní seriál premiérově vysílaný v letech 2015–2016 na stanici ABC. Jedná se o druhý seriál, který je součástí superhrdinské série Marvel Cinematic Universe a navazující na celovečerní snímek Captain America: První Avenger (2011) a krátký film Agent Carter (2013). Autoři seriálu Christopher Markus a Stephen McFeely vytvořili příběh, který sleduje poválečné osudy agentky Peggy Carter (Hayley Atwell), která se snaží očistit svého přítele Howarda Starka. V květnu 2016 ABC seriál zrušil.

## Příběh
Peggy Carter, příslušnice americké tajné služby SSR, která se ale věnuje spíše kancelářské práci, v roce 1946 tajně pomáhá svému příteli, vynálezci a milionáři Howardu Starkovi, jenž zjistí, že má být nějak zapleten do dodávek zbraní nepřátelům. Agentka při snaze o nalezení zodpovědných lidí a zbraní spolupracuje se Starkovým komorníkem Edwinem Jarvisem.

## Obsazení

### Hlavní role
- Hayley Atwell jako agentka Peggy Carter
- James D'Arcy jako Edwin Jarvis
- Chad Michael Murray jako agent Jack Thompson
- Enver Gjokaj jako agent Daniel Sousa
- Shea Whigham jako náčelník Roger Dooley

### Vedlejší role
- Kyle Bornheimer jako agent Ray Krzeminski
- Ralph Brown jako doktor Johann Fenhoff
- Dominic Cooper jako Howard Stark
- Meagen Fay jako Miriam Fry
- Lyndsy Fonseca jako Angie Martinelli
- Bridget Regan jako Dottie Underwood

## Vysílání
| Řada | Díly | Premiéra v USA | Premiéra v USA |
| Řada | Díly | První díl      | Poslední díl   |
| ---- | ---- | -------------- | -------------- |
| 1    | 8    | 6. ledna 2015  | 24. února 2015 |
| 2    | 10   | 19. ledna 2016 | 1. března 2016 |

## Produkce

### Vývoj
V září 2013 začalo studio Marvel Television vytvářet seriál inspirovaným krátkým filmem Agent Carter o Peggy Carterové, jenž byl vydán téhož roku jako bonus na BD filmu Iron Man 3. Oficiálně byl seriál objednán televizí ABC dne 8. května 2014. Stanice později oznámila, že dílo bude vysíláno v zimní přestávce druhé řady seriálu Agenti S.H.I.E.L.D. na začátku roku 2015. Objednáno bylo osm epizod, nicméně autoři seriálu v průběhu jeho vysílání v lednu 2015 uvedli, že seriál nemá zcela ukončené všechny dějové linky a že je možné na něj navázat případnou druhou řadou. V pozici showrunnerů působili Tara Butters, Michele Fazekas a Chris Dingess. V květnu 2015 si stanice ABC objednala druhou sezónu. V červnu 2016 byl seriál zrušen.

### Obsazení
Obsazení herečky Hayley Atwell, která si zahrála Peggy Carterovou v celovečerních snímcích Captain America: První Avenger a Captain America: Návrat prvního Avengera a v krátkém filmu Agent Carter, bylo potvrzeno v lednu 2014. V srpnu toho roku získali role v seriálu Chad Michael Murray a Enver Gjokaj a v září 2014 se k nim připojili i James D'Arcy a Shea Whigham.

### Natáčení
První řada seriálu byla natáčena od přelomu září a října 2014 do 20. ledna 2015 v Los Angeles.

## Vydání
Úvodní dva díly měly ve Spojených státech a Kanadě premiéru 6. ledna 2015 na stanicích ABC, respektive CTV. Další epizody byly vysílány v týdenním intervalu (s přestávkou 20. ledna) až do 24. února 2015.